# Chotěbudice
Chotěbudice (en allemand : Drei Eichen) est une commune du district de Třebíč, dans la région de Vysočina, en République tchèque. Sa population s'élevait à 96 habitants en 2020.

## Géographie
Chotěbudice se trouve à 5 km au nord du centre de Jemnice, à 29 km au sud-ouest de Třebíč, à 38 km au sud de Jihlava et à 140 km au sud-est de Prague.
La commune est limitée par Budíškovice à l'ouest et au nord, par Lomy à l'est et par Jemnice au sud et au sud-ouest.

## Histoire
La première mention écrite de la localité date de 1351.

## Transports
Par la route, Chotěbudice se trouve à 5 km de Jemnice, à 34 km de Třebíč, à 44,5 km de Jihlava et à 175 km de Prague.